# Uropyxis petalostemonis
Uropyxis petalostemonis ist eine Ständerpilzart aus der Ordnung der Rostpilze (Pucciniales). Der Pilz ist ein Endoparasit der Hülsenfrüchtlergattung Petalostemon. Symptome des Befalls durch die Art sind Rostflecken und Pusteln auf den Blattoberflächen der Wirtspflanzen. Sie ist in Nordamerika verbreitet.

## Merkmale

### Makroskopische Merkmale
Uropyxis petalostemonis ist mit bloßem Auge nur anhand der auf der Oberfläche des Wirtes hervortretenden Sporenlager zu erkennen. Sie wachsen in Nestern, die als gelbliche bis braune Flecken und Pusteln auf den Blattoberflächen erscheinen.

### Mikroskopische Merkmale
Das Myzel von Uropyxis petalostemonis wächst wie bei allen Uropyxis-Arten interzellulär und bildet Saugfäden, die in das Speichergewebe des Wirtes wachsen. Ihre Spermogonien wachsen unterseitig in kleinen Gruppen auf den Wirtsblättern, bisweilen auch an Stängeln. Die zwischen ihnen wachsenden Aecien der Art besitzen farblose Paraphysen. Ihre gelblichen Aeciosporen sind 26–32 × 17–20 µm groß, eiförmig bis ellipsoid und stachelwarzig. Die Uredien des Pilzes ähneln seinen Aecien, auch in ihren Sporen. Die blattunterseitig wachsenden Telien der Art sind schokoladenbraun bis schwärzlich, pulverig und unbedeckt. Die kastanienbraunen Teliosporen sind zweizellig, in der Regel ellipsoid bis langellipsoid, stachelwarzig und meist 36–42 × 23–27 µm groß. Ihre Stiele sind farblos.

## Verbreitung
Das bekannte Verbreitungsgebiet von Uropyxis petalostemonis reicht vom südlichen Kanada bis in die südlichen USA.

## Ökologie
Die Wirtspflanzen von Uropyxis petalostemonis sind diverse Petalostemon-Arten. Der Pilz ernährt sich von den im Speichergewebe der Pflanzen vorhandenen Nährstoffen, seine Sporenlager brechen später durch die Blattoberfläche und setzen Sporen frei. Die Art durchläuft einen makrozyklischen Entwicklungszyklus mit Spermogonien, Aecien, Telien und Uredien. Als autoöker Parasit macht sie keinen Wirtswechsel durch.